# Guneo
Nella mitologia greca, Guneo fu uno dei capitani achei che corse in aiuto di Menelao, re di Sparta, quando sua moglie Elena venne rapita dal troiano Paride. Figlio di Ocito, Guneo proveniva dalla Tessaglia e giunse a Troia con un forte contingente di Enieni.

## Il mito
Vissuto in Tessaglia, sua patria, Guneo fu uno dei tanti eroi achei che aspirarono senza successo alla mano di Elena, andata poi in sposa a Menelao, e che furono, tra l'altro, soggetti al giuramento di Tindaro. In seguito al rapimento della figlia di Zeus, partì da Cifo, sua città natale, alla volta della Troade con una flotta di ventidue navi, conducendo un vasto esercito costituito da Enieni e dai bellicosi Perebi.
Figura misteriosa e mai ben definita, non viene poi più citata nell'Iliade, in cui funge solo da comparsa. Durante il viaggio di ritorno, Guneo fece naufragio lungo le coste della Libia e qui, raggiunte le sponde del fiume Cinipe, si stabilì insieme ai suoi compagni.
Secondo Ditti Cretese morì in battaglia ucciso da Glauco, quando fu ferito anche Idomeneo.

## Curiosità
- A Guneo è intitolato l'asteroide 73637 Guneus.